# Артссен, Оливье
Оливье Артссен (нидерл. Olivier Aertssen; род. 7 августа 2004, Велдховен, Северный Брабант) — нидерландский футболист, защитник клуба ПЕК Зволле.

## Клубная карьера
Артссен начинал заниматься футболом в клубе «Оирсот Ворёйт», а после переезда с родителями в деревню Волфартсдейк начал играть за местную одноимённую команду. С 2017 года выступал за клуб «Клутинге» из общины Гус — в команде до 15 лет он часто играл на позиции левого полузащитника.
Летом 2018 года перешёл в академию роттердамской «Спарты», а спустя год оказался в амстердамском «Аяксе». 19 июня 2020 года подписал первый профессиональный контракт с клубом до середины 2022 года. 10 января 2022 года дебютировал в Эрстедивизи за «Йонг Аякс» в гостевом матче против «Йонг Утрехта», сыграв на позиции правого центрального защитника. За дублёров «Аякса» в дебютном сезоне сыграл в трёх матчах чемпионата. В сезоне 2022/23 регулярно выступал за «Йонг Аякс», сыграв в чемпионате 36 матчей и забив один гол в матче с «Дордрехтом».
11 января 2023 года дебютировал за основной состав «Аякса» в гостевом матче 2-го раунда Кубка Нидерландов против «Ден Босха», выйдя на замену вместо Девайна Ренча на 69-й минуте. В феврале 2023 года продлил контракт с клубом до середины 2025 года.
26 августа 2024 года перешёл в ПЕК Зволле, подписав трёхлетний контракт до середины 2027 года. 1 сентября дебютировал в Эредивизи в домашнем матче против «Хераклеса», заменив на 81-й минуте Дамиана ван дер Хара.

## Карьера в сборной
Выступал за сборные Нидерландов до 18 и 19 лет.

## Статистика выступлений
| Клуб             | Сезон            | Лига | Лига | Кубок | Кубок | Итого | Итого |
| Клуб             | Сезон            | Игры | Голы | Игры  | Голы  | Игры  | Голы  |
| ---------------- | ---------------- | ---- | ---- | ----- | ----- | ----- | ----- |
| Йонг Аякс        | 2021/22          | 3    | 0    | —     | —     | 3     | 0     |
| Йонг Аякс        | 2022/23          | 36   | 1    | —     | —     | 36    | 1     |
| Йонг Аякс        | 2023/24          | 23   | 0    | —     | —     | 23    | 0     |
| Йонг Аякс        | 2024/25          | 1    | 0    | —     | —     | 1     | 0     |
| Йонг Аякс        | Итого            | 63   | 1    | —     | —     | 63    | 1     |
| Аякс             | 2022/23          | 0    | 0    | 1     | 0     | 1     | 0     |
| Аякс             | Итого            | 0    | 0    | 1     | 0     | 1     | 0     |
| ПЕК Зволле       | 2024/25          | 20   | 1    | 1     | 0     | 21    | 1     |
| ПЕК Зволле       | Итого            | 20   | 1    | 1     | 0     | 21    | 1     |
| Всего за карьеру | Всего за карьеру | 83   | 2    | 2     | 0     | 85    | 2     |